# Lutz Stroppe

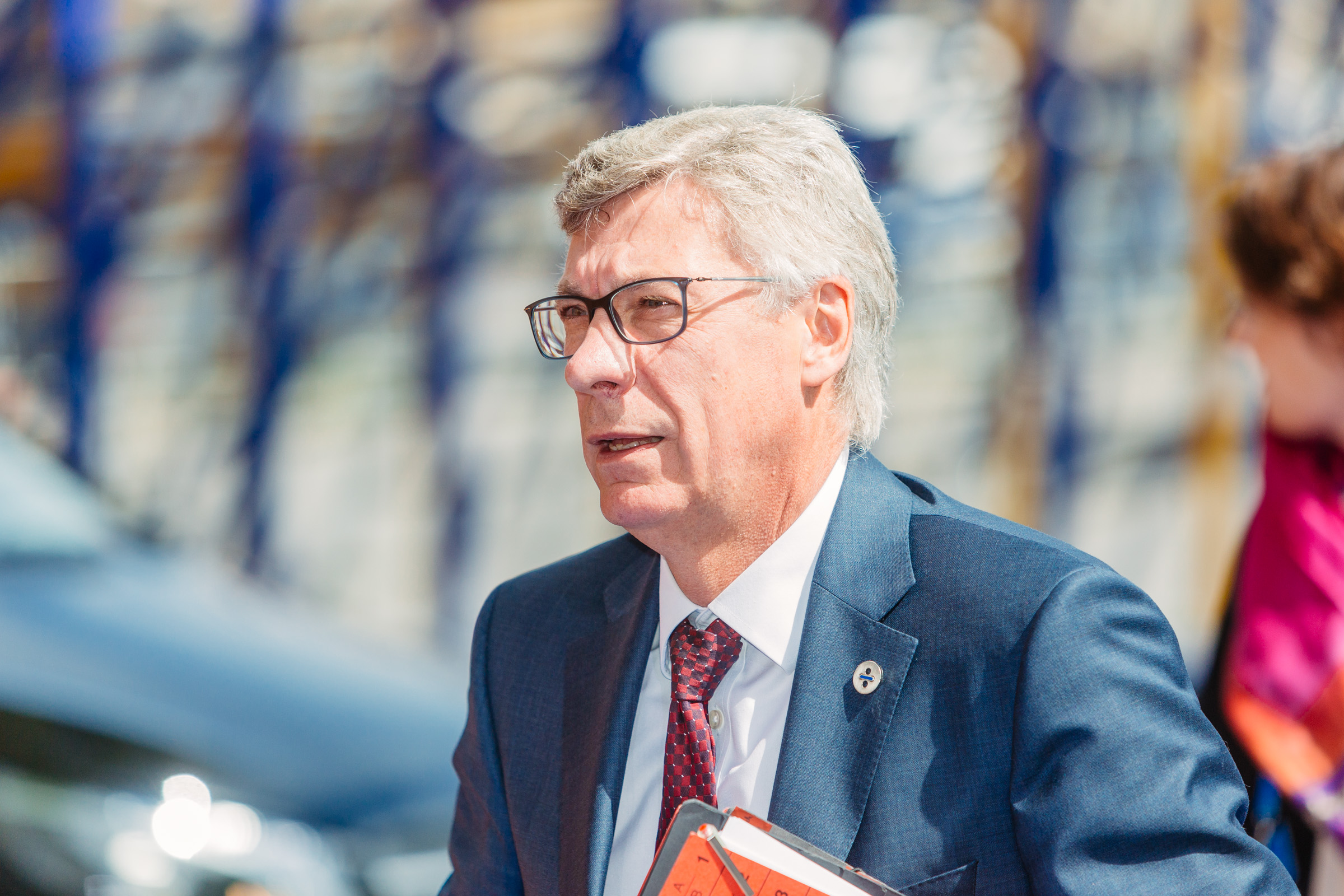
Lutz Stroppe (2017)

Lutz Stroppe (* 20. Oktober 1956 in Wolfenbüttel) ist ein deutscher Ministerialbeamter. Er war von 2012 bis 2014 Staatssekretär im Bundesministerium für Familie, Senioren, Frauen und Jugend und von 2014 bis 2019 Staatssekretär im Bundesministerium für Gesundheit.

## Leben
Nach dem Abitur an der Hoffmann-von-Fallersleben-Schule in Braunschweig studierte Stroppe Geschichte und Politikwissenschaften auf Lehramt in Braunschweig und Mainz. Von 1985 bis 1999 arbeitete er bei der Konrad-Adenauer-Stiftung und leitete dort 1986 bis 1991 das Bildungswerk Mainz sowie 1991 bis 1999 das Bildungswerk Berlin. Von 1997 bis 2000 war er Präsident der Berlin-Brandenburgischen Auslandsgesellschaft (BBAG) e.V. in Potsdam. Ab 1999 war er stellvertretender Büroleiter im Büro von Helmut Kohl. Ab 2001 war er Leiter des Büros von Helmut Kohl. Von 2006 bis 2010 war er Leiter des Bereichs „Politische Programme und Analysen“ in der CDU-Bundesgeschäftsstelle, Konrad-Adenauer-Haus. 2010 wechselte Lutz Stroppe als Abteilungsleiter in das Bundesministerium für Familie, Senioren, Frauen und Jugend. Von Juli 2012 bis Januar 2014 war Stroppe Staatssekretär im Bundesministerium für Familie, Senioren, Frauen und Jugend. Seit Januar 2014 arbeitete er als Staatssekretär im Bundesministerium für Gesundheit. Im April 2019 gab Gesundheitsminister Jens Spahn die Versetzung von Stroppe in den einstweiligen Ruhestand zum 15. Mai 2019 bekannt. Am 1. September begann Stroppe eine neue Tätigkeit bei der Kommunikations- und Strategieberatungsagentur Hering Schuppener Consulting als Senior Advisor, wo er seine Erfahrungen und Kontakte aus dem Gesundheitsministerium nutzt, um die strategische Ausrichtung im Bereich Sozial- und Gesundheitswesen der Beratungsfirma weiterzuentwickeln.